# Risco (vodopád)
Risco (česky Riziko) je vodopád na portugalském sopečném ostrově Madeira. Vodopád Risco se nachází uprostřed ostrova na náhorní plošině Paul da Serra.

## Popis a přístup
Vodopád má výšku přibližně 100 metrů a jeho voda padá dolů po strmé skále do údolí. Okolní krajina je bohatá na bujnou vegetaci. K vodopádu se lze dostat po turistických stezkách, které vás provedou malebným terénem. Tato lokalita je velmi oblíbená mezi turisty, kteří sem přicházejí nejen kvůli vodopádu samotnému, ale také kvůli krásným výhledům na okolní krajinu.

## Galerie

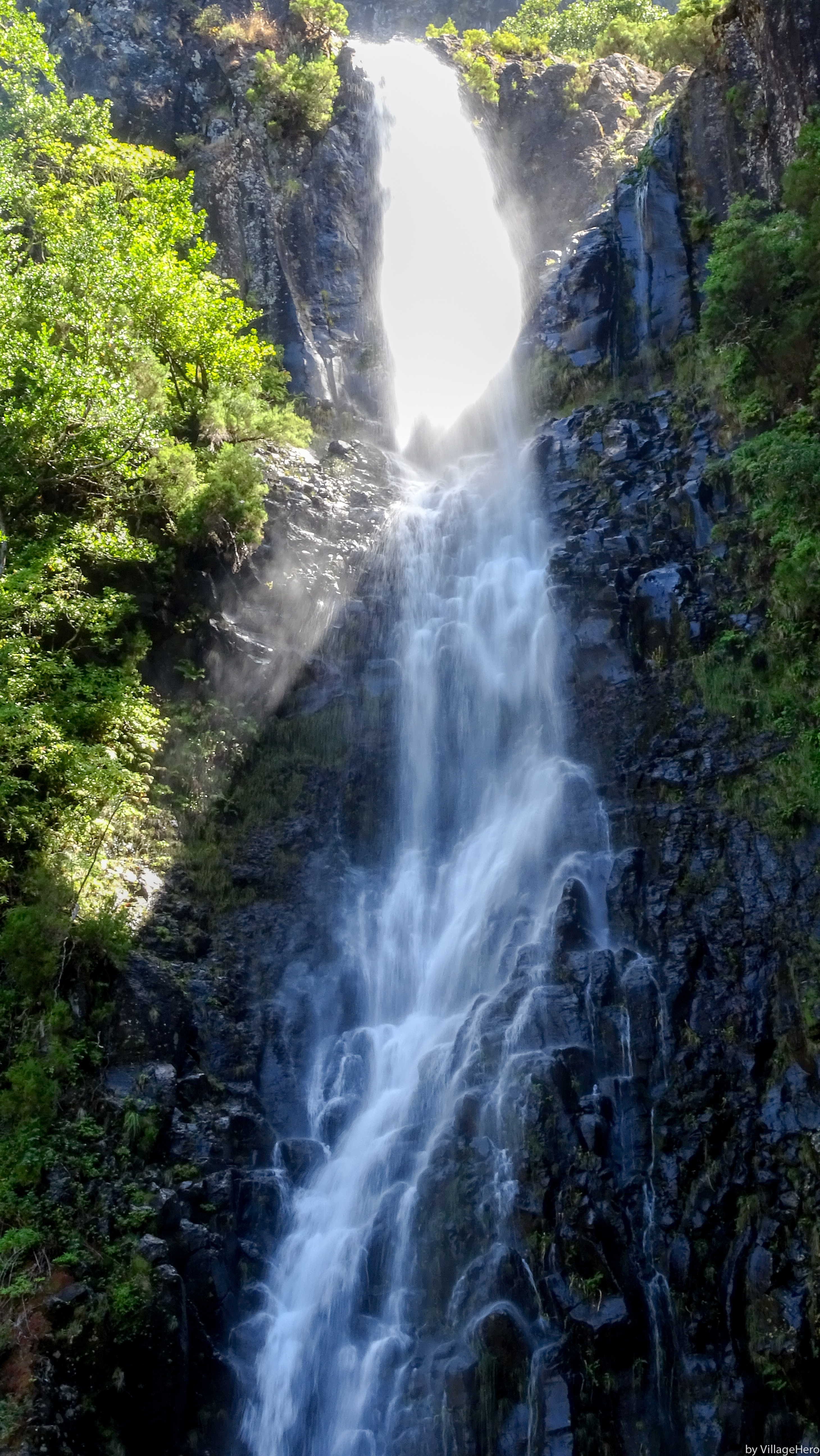
Dolní část vodopádu
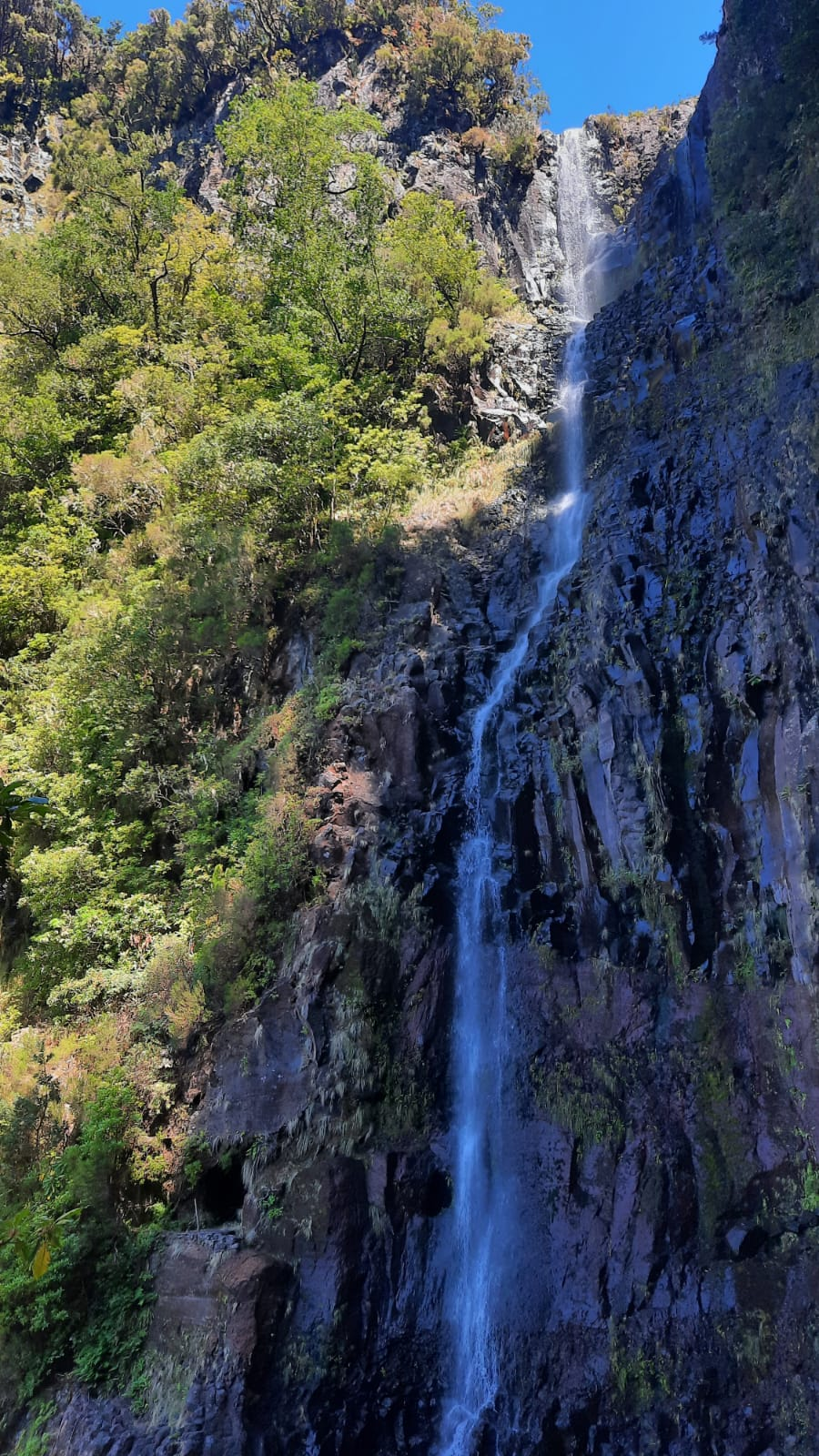
Pohled na vodopád Risco zblízka
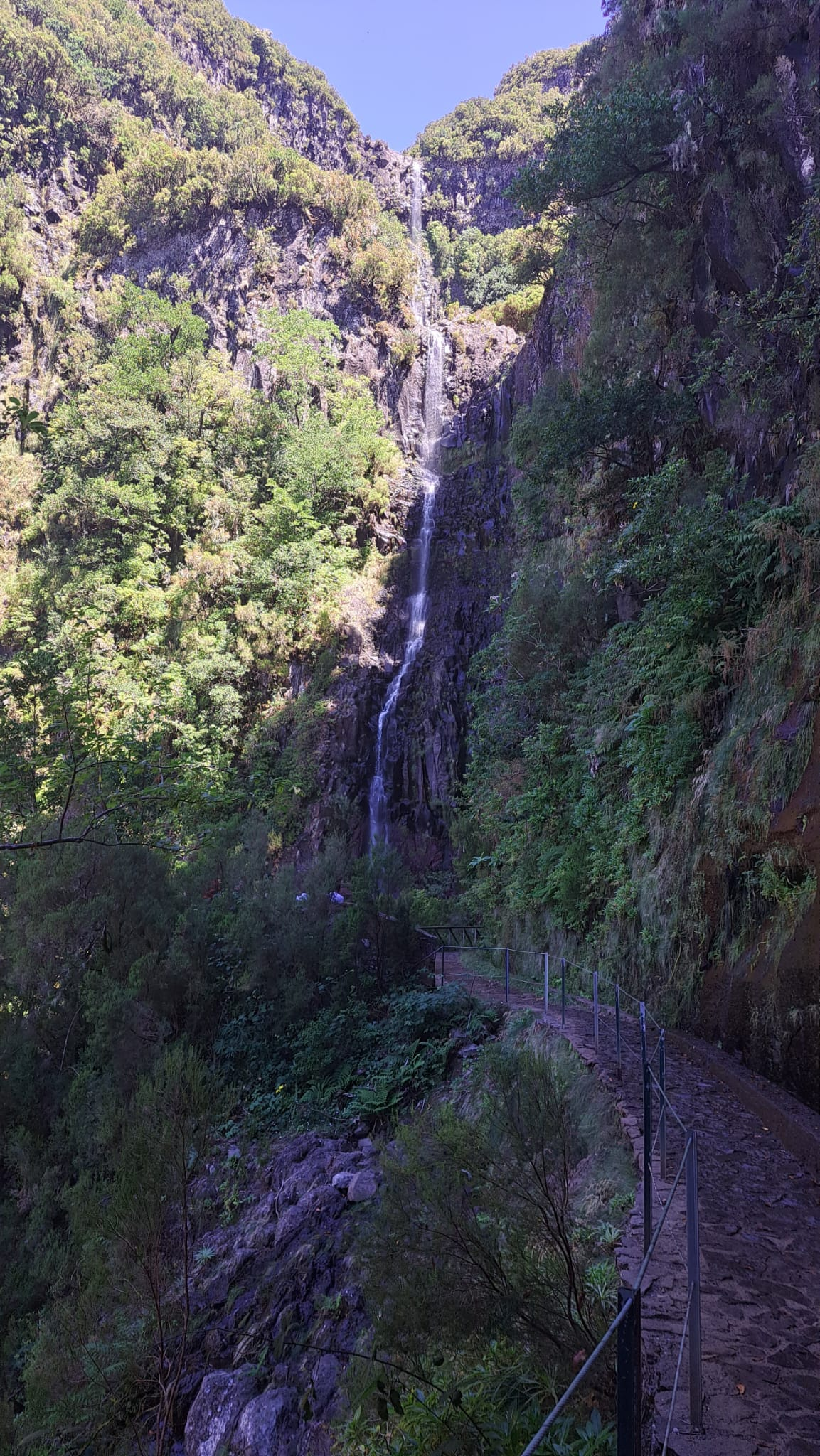
Vodopád zdálky
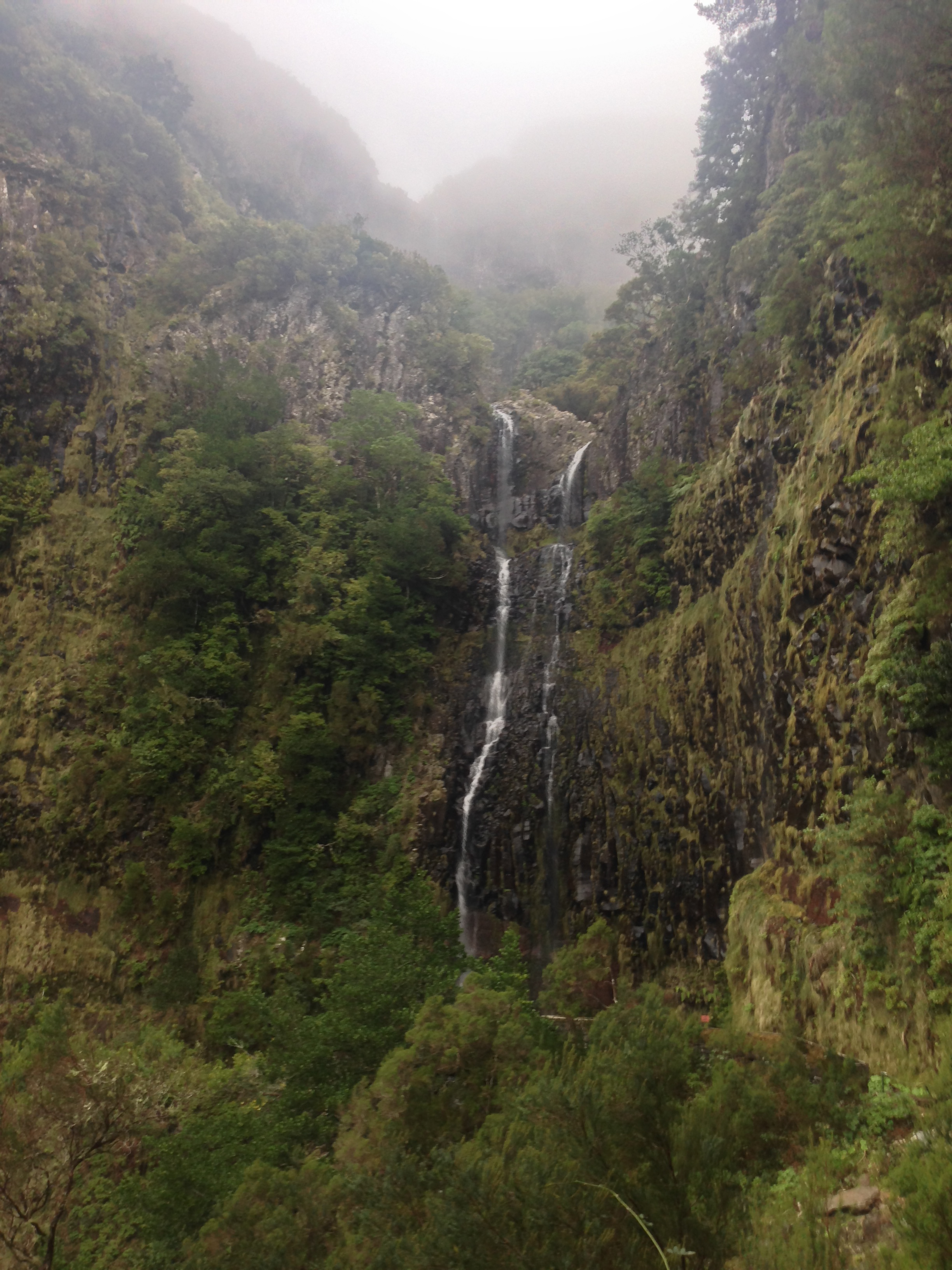
Pohled na vodopád Risco za špatného počasí